# Microcos coriacea
Microcos coriacea är en malvaväxtart som beskrevs av Karl Ewald Maximilian Burret. Microcos coriacea ingår i släktet Microcos och familjen malvaväxter. Inga underarter finns listade i Catalogue of Life.